# Плотниково (Варгашинський район)
Пло́тниково (рос. Плотниково) — присілок у складі Варгашинського району Курганської області, Росія. Входить до складу Шастовської сільської ради.
Населення — 215 осіб (2010, 241 у 2002).